# 大狗尾草
大狗尾草（学名：Setaria faberi），又名法氏狗尾草，是一种普通的一年生杂草。它的茎可以生长到1.8到3米高，叶片很大，長可达60厘米，宽3厘米， 花序看起来象一条浓密的尾巴。顾名思义, 大狗尾草比一般的黄色狗尾草或绿色狗尾草更大，秆较粗壮，圆锥花序较大，通常向下弯垂，成熟后小穗明显肿胀。
大狗尾草在花园里或田间农作物中是杂草, 但是对野生动物来说它的大粒种子是种食物来源。大狗尾草是比狗尾草更为粗壮的一种田间杂草。是粟田中的伴生杂草，分布于欧亚大陆的温暖地带，在美国玉米带更蔓延成为难除的杂草。
防除谷莠子的方法主要是避免粟田连作，以苜蓿轮作能有效地减少大狗尾草的种群。当它生长在阔叶烟草之中时, 除草剂可以有效地控制它，但如果夹杂在谷物中大批滋生时则效果不佳。
种名 faberi 以19世纪来中国传教、收集植物的德国植物学家花之安（Ernst Faber, 1839-1899）的名字命名。